# Wramplingham
Wramplingham – wieś w Anglii, w hrabstwie Norfolk, w dystrykcie South Norfolk. Leży 13 km na zachód od Norwich i 150 km na północny wschód od Londynu. Miejscowość liczy 110 mieszkańców.